# La veritaaaà
La veritaaaà és una pel·lícula de televisió italiana del 1982, escrita, dirigida i protagonitzada per Cesare Zavattini.

## Producció
La gènesi del projecte, que es remunta al 1962, quan Zavattini va dipositar un tema anomenat Assalto alla TV, passa per una llarguíssima sèrie de vicissituds i modificacions. Inicialment el protagonista es diu Enzo, com el cantant Jannacci, que se suposava que l'havia d'interpretar, i se suposava que la història tractava de la infeliç audició del protagonista a Rai, que desencadena la seva rebel·lió. Aquesta trama es converteix llavors en la d'una pel·lícula musical, que havia de ser dirigida per Ugo Gregoretti i la música de Nino Rota, de nou amb Jannacci com a intèrpret.
Als anys setanta va sorgir la idea del boig que va fugir del manicomi (que queda en la versió definitiva) interpretat per Roberto Benigni, per a una pel·lícula produïda per Rai, II rete. Un cop acabada la hipòtesi de Benigni, Zavattini va tornar a revisar el ja molt elaborat guió, decidint interpretar el mateix el paper del boig Antonio, protagonista de la pel·lícula.

## Argument
Antonio s'escapa de l'hospital psiquiàtric, viatja en autobús per la ciutat, és perseguit per infermeres i policies, que el convencen perquè el deixin continuar. Aconsegueix parlar amb el públic i també a la televisió, on inaugura el "Canal italià, el Canal de la Veritat". Més tard també coneix Garibaldi, i és colpejat per uns personatges que l'acusen de provocador. Decideix anar a parlar de la seva veritat amb el Papa: durant aquesta conversa fins i tot veu la Mort, que decideix no endur-se'l.
La pel·lícula s'acaba convertint així en l'autèntic testament espiritual de Zavattini, l'últim que va escriure, i alhora el primer dirigit i protagonitzat: això ho tenia tan clar per al mateix Zavattini que, en les darreres seqüències, es presenta al públic sense l'abric d'Antonio. cridant «postdata! postdata!», però com a autor per dir, entre altres coses, que «El pensament necessita els ingredients de tots per manifestar-se, sinó no es manifesta […] perquè tots som iguals en...grandesa!».

## Repartiment
- Cesare Zavattini: Antonio
- Vittorio Amandola: l'infermiere
- Pietro Zardini: il Papa
- Pietro Barreca: il commissario
- Ugo Fangareggi
- Stefano Antonucci
- Carmine Faraco
- Ida Sansone
- Giorgio Gobbi
- Paolo Buglioni
- Sista Bramini
- Ansano Giannarelli